# Guds gøgler - et portræt af Sam Besekow
Guds gøgler - et portræt af Sam Besekow er en dansk portrætfilm fra 1992 med instruktion og manuskript af Ole Roos.

## Handling
Teatermennesket, skuespilleren og instruktøren, Sam Besekow, fortæller sit livs eventyr til Ole Roos. Et langt, lykkeligt liv med møder med teatrets store, selvom han stammer fra en russisk-jødisk familie og spøgefuldt, sandfærdigt kalder sig en fremmedarbejder i Danmark. Teater og liv hører sammen for Besekow, der af sine 80 år har været 60 på Det Kongelige Teater, og som også har præcise meninger om kunst, politik og livet i dette århundrede og om at være jøde i en svær tid: Mit liv har været, og er det for øvrigt stadigvæk, virkelig et eventyr, som H.C. Andersen siger.